# Francisco Villanueva Oñate
Francisco Villanueva Oñate (San Clemente, 1875-Ciudad de México, 1946) fue un periodista español. 

## Biografía
Nacido en 1875 en la localidad conquense de San Clemente, colaboró con los periódicos La Conciencia Libre y El Progreso. Entre 1903 y 1906 dirigió El Radical de Valencia, fundado por Rodrigo Soriano, pasando luego a Madrid como director en funciones de España Nueva. En 1910 ingresa en la redacción de El Radical de Madrid. Entre 1913 y 1921 dirige El Liberal de Bilbao y, en 1924, El Liberal de Madrid. 
Villanueva tuvo su etapa profesional más importante como director de este rotativo, con el que llegaría hasta la guerra civil. Durante la dictadura de Primo de Rivera, El Liberal encabezó la oposición al régimen junto a su colega vespertino Heraldo de Madrid, ambos propiedad de la Sociedad Editora Universal. Los periódicos debían luchar con la censura previa impuesta por el régimen, que no dejaba mucho margen para la crítica política. Precisamente uno de los responsables de la censura dejó por escrito constancia de la actitud de El Liberal como el más tenaz crítico de la dictadura bajo la dirección de Francisco Villanueva.
Los años finales de la dictadura de Miguel Primo de Rivera fueron de gran actividad periodística para Francisco Villanueva, que completó una serie de crónicas en forma de libros que abarcaron hasta la proclamación de la República en 1931. Estos textos están sólidamente documentados con datos políticos y económicos y en ellos se narra a menudo la toma de posición de El Liberal ante los temas clave de la candente política española.
Durante los años de la II República El Liberal mantuvo un apoyo incondicional al régimen y una posición independiente respecto a los diversos partidos políticos que le daban apoyo. Esa posición se mantuvo durante la guerra civil española. Francisco Villanueva salió de Madrid a finales de 1936 en el momento que el gobierno republicano se trasladó a Valencia ante el ataque de las fuerzas franquistas sobre la capital española. Villanueva dejó así la dirección del periódico y más tarde se exilió en México, donde falleció en 1946, no sin concluir un nuevo volumen.

## Obras

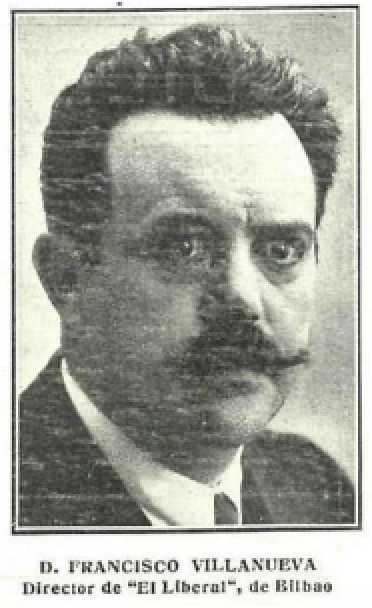
Villanueva hacia 1916

- Villanueva hacia 1916Soriano en el congreso, (Campañas parlamentarias de un diputado de pueblo en el año 1904), Imp. de El Radical, 1905. Valencia 22cm, ilustr. en b/n. 260 pp (edición agotada para 1930).
- Pluma al viento. Diario de un testigo, crónica de las luchas banderizas en Valencia de 1903 a 1905. Establecimiento Tipográfico de Antonio Marzo, Madrid, 1909. (la y 2a ediciones, agotadas para 1930) 258 pp.
- Obstáculos tradicionales, crónica de los hechos determinantes del golpe de Estado de 1923. Primer tomo. Editorial Atlántida. Madrid, marzo, 1927. Prólogo del Doctor Marañón. 19x13cm. 270 pp.
- La crisis de la democracia, ensayo histórico, político, filosófico. Compañía Ibero Americana de Publicaciones. Madrid, octubre, 1927.
- El momento constitucional (crónica de actuaciones públicas y privadas para salir de la Dictadura en España, y estudio comparativo del anteproyecto de la asamblea con las constituciones del siglo pasado y con las de la post-guerra). Madrid. Javier Morata editor. 1929 (3a  edición. La segunda edición es más breve que la primera, del mismo año).
- ¿Qué ha pasado aquí? (el momento político - el momento económico - la caída de la dictadura) (Política y economía tras el Consejo de guerra en Valencia contra José Sánchez Guerra), Javier Morata editor. Madrid, 1930 (1a edición).
- La dictadura militar, tomo II de Obstáculos tradicionales, crónica documentada de la represión de la oposición y bajo el directorio: 1923-1926, Madrid: Javier Morata editor, 1930.
- ¡No pasa nada!, continuación de la crónica ¿Qué ha pasado aquí?, con los principales episodios revolucionarios determinantes del fracaso de la restauración Berenguer, Madrid. Javier Morata editor, 1931.
- ¿Ha pasado algo? De cómo al hundirse la dictadura arrastró en su caída a la monarquía. Flagrante responsabilidad de Alfonso XIII. 227 pp. Madrid, Javier Morata editor, 1930.
- Azaña (El gobierno), Editorial Moderna, Imprenta Grafos, México D.F. 1941, 351 pp.